# Puente de Pindoque
El puente de Pindoque fue un puente ferroviario español situado en el municipio de San Martín de la Vega, en la antaño provincia de Madrid. Daba servicio al ferrocarril industrial de la fábrica azucarera de La Poveda, que estuvo operativo entre las décadas de 1900 y 1970. La infraestructura tuvo un papel relevante durante la Guerra Civil. En la actualidad el puente se encuentra desmantelado y solo se conservan algunos restos.

## Características
El puente, obra del ingeniero de caminos José Eugenio Ribera, tenía una longitud de unos 200 metros y una anchura de dos metros y medio. La estructura principal se apoyaba en tres tramos, guardando estos cierta distancia entre sí. En la época de su construcción la infraestructura tuvo cierta importancia por ser el primer puente tipo «tablero» que se levantaba en España.